# Jaime de Portugal
Jacques de Portugal, surnommé le cardinal de Portugal, ou de Lisbonne (né le 17 septembre 1433 à Lisbonne, Portugal, et mort à Florence le 27 août 1459) est un cardinal portugais du XVe siècle. Il est le fils du duc de Coimbra, Pierre de Portugal (1392-1449), lui-même fils du roi Jean Ier de Portugal, et d'Isabelle d'Urgell.

## Biographie
Devenu orphelin à jeune âge, Jacques de Portugal est élevé en Flandre par sa tante Isabelle, l'épouse de Philippe le Bon de Bourgogne. Il devient protonotaire apostolique et est nommé administrateur d'Arras en 1453 et administrateur et archevêque de Lisbonne.
Le pape Calixte III le crée cardinal lors du consistoire du 17 septembre 1456. Il participe au conclave de 1458 lors duquel Pie II est élu pape. Le cardinal de Portugal est nommé évêque de Paphos en Chypre en 1457. Le nouveau pape le nommé légat près de l'empereur Frédéric III, mais il meurt en route à Florence.